# Доманевек (Мазовецьке воєводство)
Доманевек (пол. Domaniewek) — село в Польщі, у гміні Брвінув Прушковського повіту Мазовецького воєводства.
Населення — 229 осіб (2011).
У 1975-1998 роках село належало до Варшавського воєводства.

## Демографія
Демографічна структура станом на 31 березня 2011 року:
|          | Загалом | Допрацездатний вік | Працездатний вік | Постпрацездатний вік |
| -------- | ------- | ------------------ | ---------------- | -------------------- |
| Чоловіки | 117     | 25                 | 82               | 10                   |
| Жінки    | 112     | 21                 | 68               | 23                   |
| Разом    | 229     | 46                 | 150              | 33                   |